# Phantasca valgius
Phantasca valgius är en insektsart som först beskrevs av John Obadiah Westwood 1859.  Phantasca valgius ingår i släktet Phantasca och familjen Diapheromeridae. Inga underarter finns listade i Catalogue of Life.